# سابینو آرنا
سابینو آرنا (اسپانیایی: Sabino Arana‎؛ ۲۶ ژانویه ۱۸۶۵ – ۲۵ نوامبر ۱۹۰۳) نویسنده اهل باسک، اسپانیا بود.